# 징벌 작전
징벌 작전(Operation Retribution)은 1943년 5월 8일부터 1943년 5월 13일까지 일어난 제2차 세계 대전의 튀니지 전역에서 진행된 연합국의 군사 작전으로 시칠리아 해협에서 진행되었다.
이 작전은 추축국 군대가 튀니지에서 시칠리아로 도주하는 것을 막기 위한 차원에서 진행되었으며 추축국의 영해를 봉쇄하는 군사 작전으로 진행되었다. 이에 앞서 연합국은 1943년 4월 5일부터 1943년 4월 27일까지 추축국의 영공을 봉쇄하는 군사 작전인 플랙스 작전(Operation Flax)을 진행했다. 추축국 진영에서는 653명이 탈출한 반면 897명이 해상에서 포로가 되었고 상당수 인원들이 익사로 추정된다.